# Poul Reinau
Poul Reinau (13. marts 1923 i Odense – 12. januar 2005) var en dansk reklamemand og musiker, og blev kendt som "altmuligmand" i underholdningens verden.
Optrådte i 1950'erne med ensemblet Frandsen-Trioen, der især blev kendt for nummeret Solskin om bord, der stadig er en stor standard-melodi.
Fra sidst i 50'erne og ind i 60'erne var Poul Reinau engageret i pirat-senderen Radio Mercur, og optrådte i flere lande som guitarist med en kvartet, der havde hans kone Lise Reinau som sangerinde.
Sidenhen stod han for reklamefilm og kendte slogans, og startede i 1972 Nikolaj Grammofon, som udgav diverse danske titler i den lette musikgenre, samt en række albums med Lise Reinau. Nikolaj Grammofon fungerede også som pladeforretning, først i indre København, siden i Ordrup, og blev et festligt mødested for alle med musikalske interesser og engagement, og Poul Reinau var med på alle fronter, til sin død.